# Myosotis ramosissima
Myosotis ramosissima là loài thực vật có hoa trong họ Mồ hôi. Loài này được Rochel mô tả khoa học đầu tiên.